# Ihor Txerezov
Ihor Txerezov (ucraïnès: Черезов Ігор Юрійович; nascut 26 de juliol 1971 a Slàviansk-na-Kubani, krai de Krasnodar, Rússia) és un advocat ucraïnès. És Advocat honorat d'Ucraïna i soci director de JSC "Advocat Txerezov i Socis".

## Biografia
El 1993 es va llicenciar en Dret a la Universitat Nacional de Dret de Yaroslav. De 1993 a 2003 va ocupar alts càrrecs en els departaments jurídics de les principals empreses ucraïneses. El 2003 va rebre certificat del dret a exercir l'advocacia. El 2009 va fundar l'empresa "Advocat Cherezov i Partners", que encara lidera. El 2016 va rebre el títol honorífic Advocat honorat d'Ucraïna, pel decret del president d'Ucraïna № 533/2016.
Durant la seva carrera professional va rebre una àmplia pràctica jurídica en dret penal, mercantil, civil i corporatiu. Txerezov es va donar a conèixer a la societat després de l'adopció d'una sèrie d'absolucions de persones acusades de corrupció. És autor de nombrosos articles en revistes jurídiques, és professor de seminaris sobre qüestions jurídiques. Txerezov va participar en la defensa dels activistesRevolució de la dignitat i periodistes que van resultar ferits durant les protestes de novembre de 2013 a febrer de 2014, per les quals va ser guardonat pel patriarca de Kíev i tota Rússia-Ucraïna Filaret medalla "Per sacrificis i amor per Ucraïna".